# Alfred Noss
Alfred Noss (* 1. September 1855 in Köln; † 15. Februar 1947 in Teisendorf, Oberbayern) war ein deutscher Münzsammler und  Numismatiker.
Er befasste sich schwerpunktmäßig mit der Münzprägung des Spätmittelalters und der frühen Neuzeit an Nieder- und Mittelrhein. Er lebte in München und war von 1921 bis zu seinem Tode Vorsitzender der Bayerischen Numismatischen Gesellschaft. 1919 wurde er zum Ehrendoktor der Universität Bonn ernannt. Seine Münzsammlung Pfalz wurde 1956 und 1957 versteigert.

## Schriften (Auswahl)
- Die Münzen von Trier. Teil 1. Abschnitt 2, Beschreibung der Münzen 1307–1556. Bonn 1916
- Die Münzen der Erzbischöfe von Cöln 
  - Bd. II: Die Münzen der Erzbischöfe von Cöln (1306–1547). Köln 1913.
  - Bd. III:  Die Münzen der Erzbischöfe von Köln (1547–1794). Köln 1925.
  - Bd. IV: Die Münzen der Städte Köln und Neuß (1474–1794). Köln 1926.
- Die Münzen von Jülich, Kleve, Berg und Mörs
  - Bd. I Die Münzen von Jülich, Mörs und Alpen. München 1927.
  - Bd. II – III Die Münzen von Berg und Jülich-Berg. 2 Bände. München 1929.
  - Bd. IV Die Münzen der Grafen und Herzöge von Kleve. München 1931.